# Giuseppe Buzzanca
Giuseppe Buzzanca, detto anche Peppino (Barcellona Pozzo di Gotto, 2 gennaio 1954), è un politico italiano.

## Biografia
Medico nutrizionista, è stato consigliere comunale nella sua città natale, Barcellona Pozzo di Gotto per il MSI.
È stato eletto Presidente della Provincia di Messina nel 1994 alle prime elezioni dirette, con una coalizione di centro-destra. Riconfermato  nel 1998 fino al 2003.
È stato eletto Sindaco di Messina nel maggio 2003, battendo alle elezioni il candidato dell'Ulivo Antonio Saitta con il 54% delle preferenze (circa 77.000 voti). È decaduto dalla carica nel novembre successivo per una condanna per il reato di peculato d'uso.
Negli anni 2000 è stato coordinatore provinciale di Alleanza Nazionale.
Alle elezioni regionali in Sicilia del 2008 è stato eletto deputato all'Assemblea regionale siciliana nella lista del Popolo della Libertà dove ha avuto 18.469 preferenze.
È stato rieletto Sindaco di Messina alle elezioni comunali del 15 e 16 giugno 2008, sostenuto dal Popolo della Libertà, sconfiggendo il Sindaco uscente Francantonio Genovese (anch'egli già decaduto per irregolarità della competizione elettorale), candidato del Partito Democratico. In quell'occasione ha ottenuto il 51% delle preferenze alla prima tornata elettorale e 14 punti di scarto sul suo rivale. Nel giugno 2012 decade da deputato regionale, non avendo optato per nessuna delle due cariche.
Si è dimesso poi dalla carica di Sindaco il 31 agosto 2012, ultimo giorno utile per la presentazione della sua ricandidatura alle elezioni regionali del 28 ottobre 2012, I 7.776 voti di preferenza ottenuti nella lista del PdL non sono stati sufficienti per essere riconfermato all'Assemblea regionale siciliana.

### Procedimenti giudiziari
Condannato in via definitiva per il reato di peculato d'uso; fatti contestatigli all'epoca in cui era presidente della provincia e avvenuti nel 1995 (andò in vacanza con l'auto blu). Per questo è decaduto nel novembre 2003 dalla carica di sindaco, appena sei mesi dalla sua elezione. Tuttavia la condanna fu successivamente estinta.
È risultato indagato per omicidio colposo plurimo, disastro colposo e lesioni gravi colpose oltre ai danni provocati per l'alluvione avvenuta nella città peloritana nel 2009. Processato,  è stato condannato in primo grado nell'aprile 2016 a sei anni di reclusione. Nel luglio 2017 la Corte d'appello di Messina emette una sentenza di assoluzione nel processo d'appello per l'alluvione di Giampilieri perché "il fatto non sussiste".
Nel febbraio 2016 è stato rinviato a giudizio, insieme ai suoi ex assessori, per falso nel bilancio comunale, e prosciolto per l'accusa di abuso d'ufficio .